# Luisant
Luisant település Franciaországban, Eure-et-Loir megyében. Lakosainak száma 6818 fő (2022. január 1.). Luisant Chartres, Le Coudray, Morancez, Barjouville, Fontenay-sur-Eure és Lucé községekkel határos.

## Népesség
A település népességének változása:
| Lakosok száma | 3491 | 5444 | 6411 | 6812 | 6720 | 6659 | 6665 | 6689 | 6686 | 6818 |
|               | 1968 | 1982 | 1990 | 2006 | 2013 | 2015 | 2017 | 2019 | 2020 | 2022 |